# Gai Curci Filó
Gai Curci Filó (en llatí: Caius Curtius Philo) va ser un polític romà del segle v aC, cònsol l'any 445 aC.
Formava part de la gens Cúrcia, el primer de la família en ocupar una alta magistratura. Però potser era membre de la Gens Curiàcia. El cognomen no és segur que fos Filó o Quiló.
L'any 445 aC, va ser elegit cònsol amb Marc Genuci Augurí. Els dos cònsols es van oposar a les peticions del tribú de la plebs Gai Canuleu que defensava un projecte de llei per autoritzar el matrimoni entre patricis i plebeus i també que els plebeus poguessin accedir al consolat. Finalment es va acceptar el dret a connubium, amb l'anomenada Lex Canuleia, i els patricis esperaven que aquesta concessió fos suficient per acontentar el poble. Però els tribuns de la plebs, excepte Gai Furni, no van renunciar a obtenir un dels dos llocs del consolat per als plebeus. Es va acordar una solució intermèdia amb l'establiment del tribunat militar amb potestat consular, una nova magistratura oberta a tothom i que va substituir el consolat. L'acord va ser possible per la mediació de dos senadors de la gens Quíntia, Titus Quinti Capitolí Barbat i Luci Quinti Cincinnat, encara que una part dels magistrats, dirigida per Gai Claudi Sabí, va proposar d'armar els cònsols contra el poble.
Un apartat de la Lex Canuleia establia que els tribuns amb potestat consolar se seleccionarien entre els patricis i els plebeus.